# Devos Lemmens

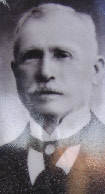
Henri Devos, stichter

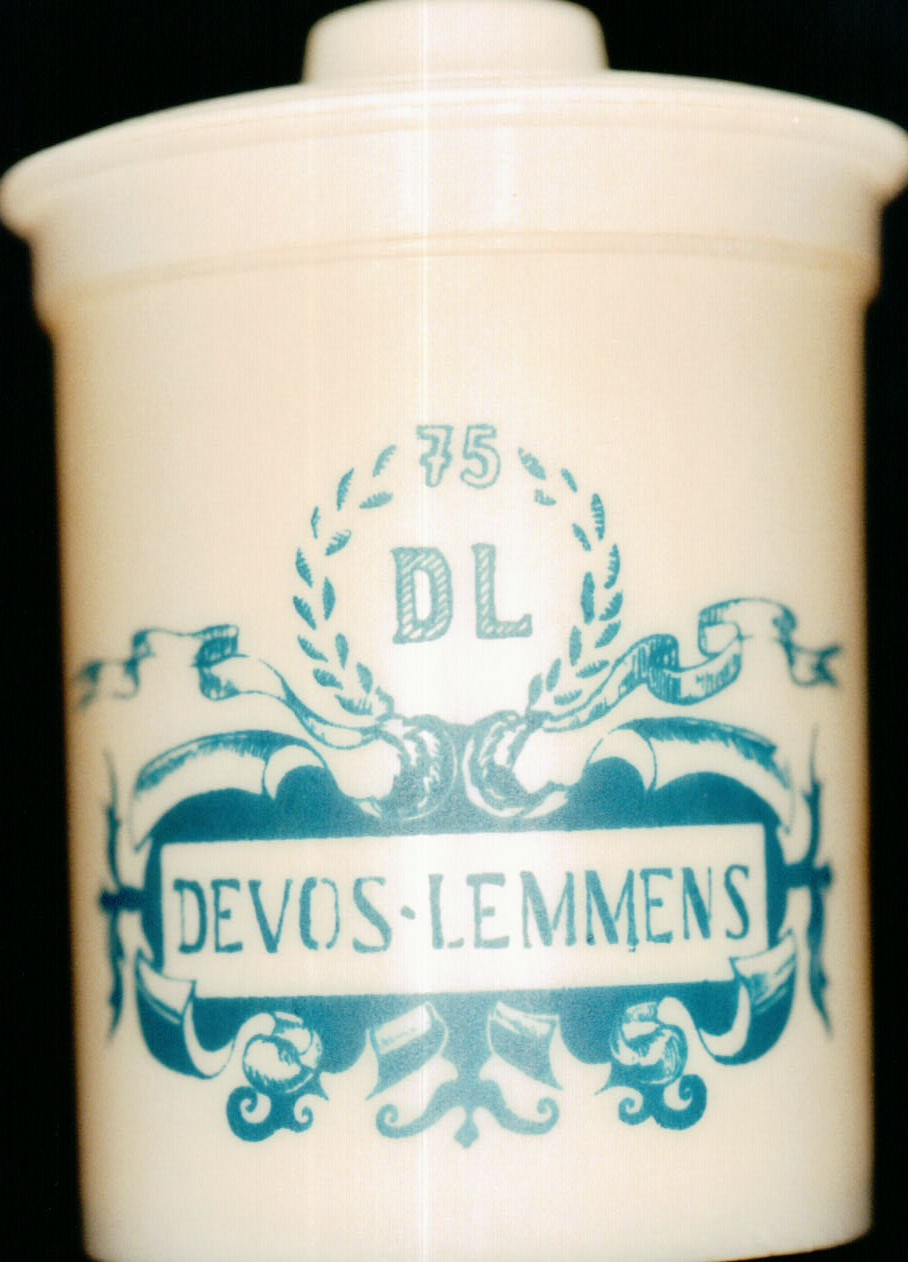
Mosterdpot (1961)

Devos Lemmens is een Belgisch merk van sauzen, mayonaises en mosterd. Het merk, dat ook opereert als 'D&L', is sinds 2013 eigendom van Continental Foods. Devos Lemmens ontstond in Antwerpen in 1886. Het bedrijf werd opgericht door Henri Devos (1854-1932) en zijn vrouw Maria Elisabeth Lemmens (1857-1921).

## Geschiedenis

### Ontstaan
Maria Lemmens, afkomstig uit een schoenmakersfamilie in Stokkem, ging op haar zestiende inwonen bij een oom die een kruidenierszaak uitbaatte in Elsene. Daar leerde ze Henri Devos kennen, een slagersleerling afkomstig uit een kroostrijk boerengezin uit Kumtich bij Tienen. Ze werden verliefd en traden op 16 december 1880 in het huwelijk. Twee jaar later richten ze hun eigen beenhouwerij op, eerst nog in Brussel, vanaf 1886 aan de Haantjeslei in Antwerpen. De belangstelling van het koppel beperkte zich niet tot de bereiding van vleeswaren, maar breidde zich uit tot de verkoop van keukenkruiden die daarbij gebruikt konden worden. Vooral Maria Lemmens ging zich specialiseren in het bereiden van in zuur ingelegde groenten (tafelzuur) die bij vlees werden gegeten. Door augurken in te leggen in een door haar zelf op smaak gebracht zoetzuur mengsel op basis van azijn, suiker, bloemkool, specerijen en zilveruitjes was zij de eerste die de van oorsprong Engelse pickles in de Belgische keuken introduceerde. Nieuw en bijzonder succesvol was dat Devos-Lemmens deze 'Belgian Pickles' niet langer in bulk verkocht, maar aanbood in gebruiksvriendelijke, vooraf gevulde glazen bokaaltjes. De nog ambachtelijk vervaardigde pickles van Lemmens waren ook iets zuurder dan de Engelse variant.

### Familiebedrijf
Mede door het verkoopsucces van de Belgian Pickles zag de bloeiende beenhouwerij zich genoodzaakt om extra productieruimte in te nemen. Nadat Devos-Lemmens in 1905 leverancier was geworden van Delhaize en verdere uitbreiding aan de reeds volgebouwde Haantjeslei in Antwerpen niet langer mogelijk was, verhuisde het koppel een jaar later de 'zuurwarenproductie' naar de Sint-Bernardsesteenweg in Hoboken. In de nieuwe ateliers werd begonnen met de productie van mosterd. De reeds afgeslankte slagerij in Antwerpen werd verkocht. Na een omzetdaling tijdens de Eerste Wereldoorlog slaagde het familiebedrijf er tijdens de roaring twenties in om opnieuw sterk te groeien. Inspelend op de golf van vrouwenemancipatie en het verlangen van de stedelingen naar meer comfort werden vanaf 1920 de voorverpakte mayonaise, ketchup en nadien ook de rolmops in Luikse saus geïntroduceerd. Een jaar later overleed Maria Lemmens op vierenzestigjarige leeftijd. Op 16 januari 1932 overleed ook weduwnaar Henri Devos. Devos werd bijgelegd in het grafmonument in Hoboken dat hij eerder voor zijn echtgenote had laten optrekken. De kmo was dan al meer dan tien jaar in handen van hun twee zonen en een schoonzoon. Zij stonden aan het hoofd van een fabriek die meer dan honderd werknemers tewerkstelde en een breed gamma van koude sauzen en tafelzuur op de markt bracht. In 1936 had Devos-Lemmens ook al een azijnfabriek laten bouwen om op industriële schaal te kunnen produceren.

### Expansie en fusie
In 1965 werd Devos-Lemmens een naamloze vennootschap en exporteerde het producten naar meer dan 70 landen. Met het oog op verdere expansie ging het vanaf dan ook intenser samenwerken met andere oude voedingsmiddelenbedrijven. In 1966 werd de azijnbrouwerij De Blauwe Hand uit Antwerpen overgenomen. Twee jaar later fuseerde de kmo met Imperial Product, het Antwerpse pudding- en bakpoederbedrijf van de familie Collin-Verelst. Het nieuwe fusiebedrijf met de naam Continental Foods verhuisde naar een moderne nieuwbouw op een industrieterrein aan de pas aangelegde  Rijksweg N16 in Puurs. Productieafdeling en kantoren werden op deze locatie gevestigd. In 1972 nam het concern ook de Nederlandse Kwatta-chocoladefabriek uit Breda over. Het oude leegstaande fabrieksterrein in Hoboken verloederde snel, en vormde in 1975 het grauwe decor voor Jef Geeraerts' autobiografische roman 'Gangreen 3'.
Op 14 mei 1985 besloten de familiale hoofdaandeelhouders bij monde van voorzitter Henri Devos, kleinzoon van de gelijknamige stichter, om hun meerderheidsbelangen in Continental Foods voor 26 miljoen euro te verkopen aan de Amerikaanse multinational Campbell Soup Company. Het bod van D&L-afgevaardigd bestuurder Pierre Godfroid (baron in 1995), dat één miljoen minder bedroeg, werd afgewezen. Tien jaar later werd de naam Continental Foods gewijzigd in Campbell Foods Belgium NV. Sindsdien zijn alle banden van het bedrijf met de erfgenamen van de stichtende familie Devos-Lemmens opgeheven.
In 2013 werd Campbell Foods Belgium (inclusief de merken Devos-Lemmens, Imperial, Oxo, Lacroix) overgenomen door de Britse investeringsgroep CVC Capital Partners, Het bedrijf opereerde opnieuw onder zijn oude naam Continental Foods Belgium. In 2019 werd de groep Continental Foods, en daarmee ook Devos-Lemmens, overgenomen door het Spaanse GB Foods. Het bedrijf werd nu voortgezet onder de naam GB Foods.
Uit een studie van het onderzoeksbureau GfK in 2008 bleek dat Devos Lemmens op de tweede plaats kwam in de lijst van meest geliefde merknamen in België, na Côte d'Or en vóór Nivea.